# Мекереука
Мекереука (рум. Măcăreuca) — село у Дрокійському районі Молдови. Входить до складу комуни, адміністративним центром якої є село Котова.

## Населення
За даними перепису населення 2004 року у селі проживали 553 особи.
Національний склад населення села:
| Національність       | Кількість осіб | Відсоток   |
| -------------------- | -------------- | ---------- |
| молдавани румуни     | 536 7          | 96,9% 1,3% |
| українці             | 5              | 0,9%       |
| росіяни              | 4              | 0,7%       |
| інша / без відповіді | 1              | 0,2%       |
| Всього               | 553            | 100%       |